# Taekwondo nos Jogos Pan-Americanos
O Taekwondo nos Jogos Pan-Americanos foi introduzido em 1987, em Indianápolis, nos Estados Unidos.

## Quadro de Medalhas
Atualizado até Toronto 2015.
| Ordem | País                     | Medalha de ouro | Medalha de prata | Medalha de bronze | Total |
| ----- | ------------------------ | --------------- | ---------------- | ----------------- | ----- |
| 1     | México                   | 17              | 10               | 14                | 41    |
| 2     | Cuba                     | 16              | 9                | 15                | 40    |
| 3     | Estados Unidos           | 13              | 11               | 17                | 41    |
| 4     | Venezuela                | 9               | 12               | 6                 | 27    |
| 5     | Canadá                   | 5               | 6                | 14                | 25    |
| 6     | República Dominicana     | 5               | 6                | 9                 | 20    |
| 7     | Argentina                | 3               | 5                | 15                | 23    |
| 8     | Brasil                   | 2               | 4                | 8                 | 14    |
| 9     | Guatemala                | 1               | 2                | 4                 | 7     |
| 10    | Porto Rico               | 1               | 1                | 11                | 13    |
| 11    | Peru                     | 0               | 2                | 2                 | 4     |
| 12    | Colômbia                 | 0               | 1                | 11                | 12    |
| 13    | Ilhas Virgens Americanas | 0               | 1                | 2                 | 3     |
| 14    | Bolívia                  | 0               | 1                | 0                 | 1     |
| 14    | Panamá                   | 0               | 1                | 0                 | 1     |
| 16    | Chile                    | 0               | 0                | 4                 | 4     |
| 16    | Equador                  | 0               | 0                | 4                 | 4     |
| 18    | Trinidad e Tobago        | 0               | 0                | 3                 | 3     |
| 19    | Paraguai                 | 0               | 0                | 2                 | 2     |
| 20    | Costa Rica               | 0               | 0                | 1                 | 1     |
| 20    | Haiti                    | 0               | 0                | 1                 | 1     |
| 20    | Suriname                 | 0               | 0                | 1                 | 1     |
| Total | Total                    | 72              | 72               | 144               | 288   |